# 4426 Roerich
4426 Roerich este un asteroid din centura principală, descoperit pe 15 octombrie 1969, de Liudmila Cernîh.